# Zaza (film, 1939)
Pour les articles homonymes, voir Zaza.
Pour plus de détails, voir Fiche technique et Distribution.
Zaza est un film américain en noir et blanc réalisé par George Cukor, sorti le 14 janvier 1939.

## Synopsis
Zaza, chanteuse et danseuse vedette de revue dans un music-hall parisien, réussit à captiver l’attention d’un richissime client de passage à Paris. 
Bernard Dufresnes, industriel lyonnais séduit par la belle Zaza, l’emmène avec lui et l'installe dans un luxueux appartement de la capitale et une grande histoire d’amour naît. Habitant la région Lyonnaise, Bernard refuse que sa bien-aimée l’accompagne, la délaissant pendant son absence. Un prétendant jaloux informe Zaza que Bernard est déjà marié. Zaza retourne au cabaret, et chante un ultime adieu en présence de son amant devant toute l’assistance.

## Fiche technique
- Titre : Zaza
- Titre original : Zaza
- Réalisation : George Cukor
- Scénario : Zoe Akins, d'après la pièce de théâtre éponyme de Pierre Berton et Charles Simon créée en 1898
- Musique : Frank Loesser et Frederick Hollander
- Effets visuels : Gordon Jennings
- Photographie : Charles Lang
- Producteur : Albert Lewin
- Société de distribution : Paramount Pictures
- Pays de production :  États-Unis
- Langue originale : anglais américain
- Format : noir et blanc
- Genre : drame
- Durée : 83 minutes
- Dates de sortie :
  - États-Unis : 14 janvier 1939
  - France : 26 avril 1939

## Distribution
- Claudette Colbert : Zaza
- Herbert Marshall : Dufresnes
- Dorothy Tree : Mme Dufresnes
- Janet Waldo : Simone
- Bert Lahr : Cascart
- Helen Westley : Anais
- Constance Collier : Nathalie
- Genevieve Tobin : Florianne
- Walter Catlett : Marlardot
- Ernest Cossart : marchand
- Ann E. Todd : Toto
- Rex O'Malley : Bussey
- Monty Woolley : Fouget
- Frank Puglia : marchand de tapis
- John Power : conducteur
- Olive Tell : Jeanne Liseron
- Robert C. Fischer : Pierre
- Rex Evans : Michelin
- Alexander Leftwich : Larou
- Harriette Haddon : danseuse
- John Sutton : Dandy
- Louise Seidel : danseuse
- Tom Ricketts : gentleman
- Dorothy White : danseuse
- Philip Warren : dandy
- Alice Keating :
- Lillian Ross :
- Michael Brooke :
- Helaine Moler :
- Emily LaRue :
- Maude Hume :
- Clarence Harvey :
- Duncan Renaldo :
- Helen Mack :
- Olaf Hytten :

## Autour du film
Après avoir été mis en scène au théâtre par David Belasco, et jouée au théâtre en 1899 par la comédienne Leslie Carter, Zaza avait déjà par deux fois auparavant, percé le grand écran :
- en 1915, avec Pauline Frederick (film muet d’Edwin S. Porter) ;
- en 1923, avec Gloria Swanson (film muet d’Allan Dwan).

Deux autres réalisations ultérieures verront le jour :
- en 1944, avec Isa Miranda (film de Renato Castellani) ;
- en 1956, avec Lilo (film de René Gaveau).

Cette version, interprétée par Claudette Colbert, a frappé les écrans début 1939, en bousculant les mœurs de l’époque, puritaine et vertueuse, le tout imprégné d’inquiétude à la veille de grandes menaces mondiales. 
Film qui décria la chronique et qui, quelquefois, fut sifflé et traité d’obscène. « …porc… porc… porc… » fut scandé dans les salles, malgré les efforts du scénariste Zoe Akins qui donna le meilleur de lui-même pour réaliser l’œuvre de Belasco en se conformant aux normes rigoureuses de censure de 1939 aux États-Unis.